# Pipulka zlatokrká
Pipulka zlatokrká (Manacus vitellinus) je malý ovocožravý pěvec z čeledi pipulkovití, který se vyskytuje v severozápadní Kolumbii a východní Panamě. Samci jsou známí svým pestrobarevným zbarvením a nápadnými akrobatickými namlouvacími rituály, při kterých vydávají hlasité mechanické zvuky pomocí velmi rychlého pleskání křídel.

## Systematika
Druh popsal anglický ornitolog John Gould v roce 1843. Druhové jméno vitellinus pochází z latiny a znamená něco jako „žloutkový“. Rozlišují se 4 poddruhy s následujícím rozlišením:
- M. v. vitellinus (Gould, 1843) – východní Panama a severozápadní Kolumbie;
- M. v. amitinus Wetmore, 1959 – Isla Escudo de Veraguas (ostrov v severní Panamě);
- M. v. milleri Chapman, 1915 – severní Kolumbie;
- M. v. viridiventris Griscom, 1929 – západní Kolumbie.

## Rozšíření a populace
Pipulka zlatokrká se vyskytuje v nížinaté a mírně kopcovité zalesněné krajině ve východní Panamě a severozápadní Kolumbii. Celkový počet dospělců se hrubě odhaduje na 0,5–5 milionů jedinců.

## Popis

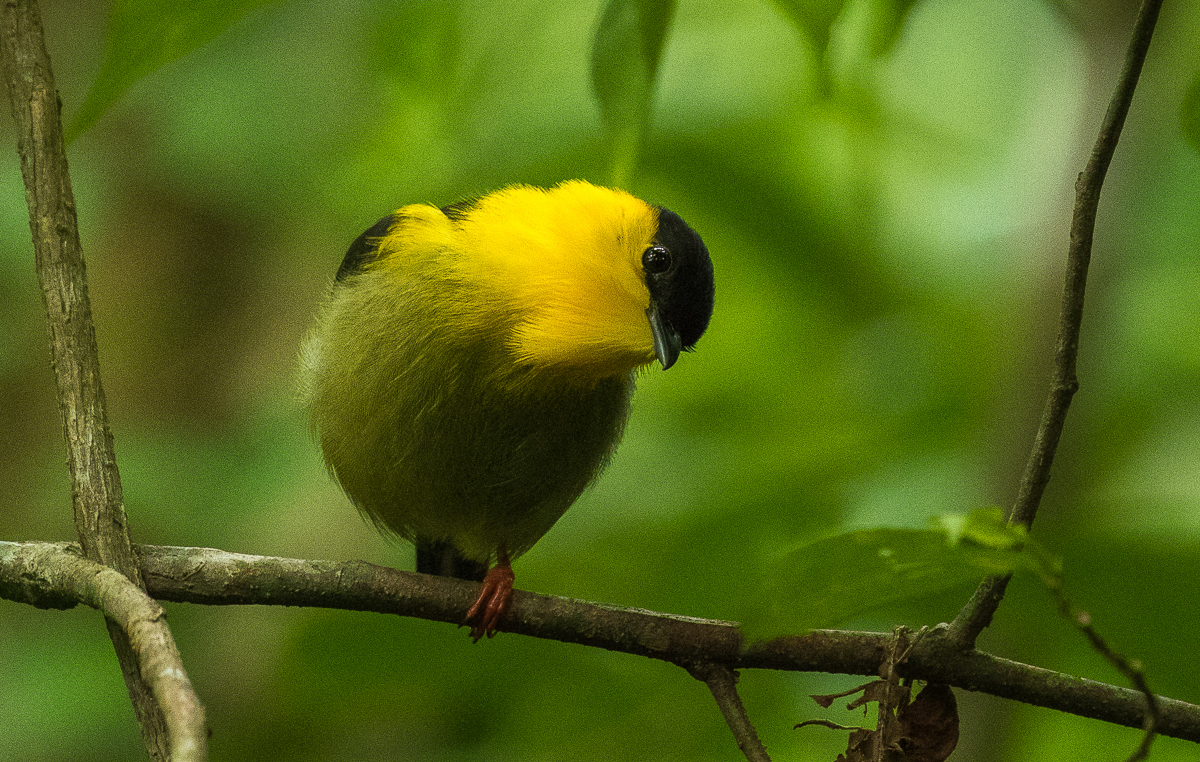
Samec v Panamě

Jedná se o malého, avšak podsaditého pěvce dosahující délky těla kolem 10–11 cm a váhy 17–18 g. V klidovém stavu pipulka vypadá až zakulacená. Ocas je krátký, nohy červenooranžové, krátký zobák je černý. Samec má nápadnou černou korunku, avšak hned pod ní navazuje ostře vymezený sytě žlutý límec, který začíná u spodní části očí a zasahuje níže přes hrdlo, krk a šíji až po horní část hrudi. Peří na hrdle samce je nápadně prodloužené a připomíná tak dlouhou bradku, kterou v době námluv načechrává směrem dopředu. Hřbet, křídla a ocas jsou černé, kostřec, břicho a spodina olivové. Opeření samic a nedospělých jedinců je cele bledě olivové, na spodině více do žluta.

## Biologie

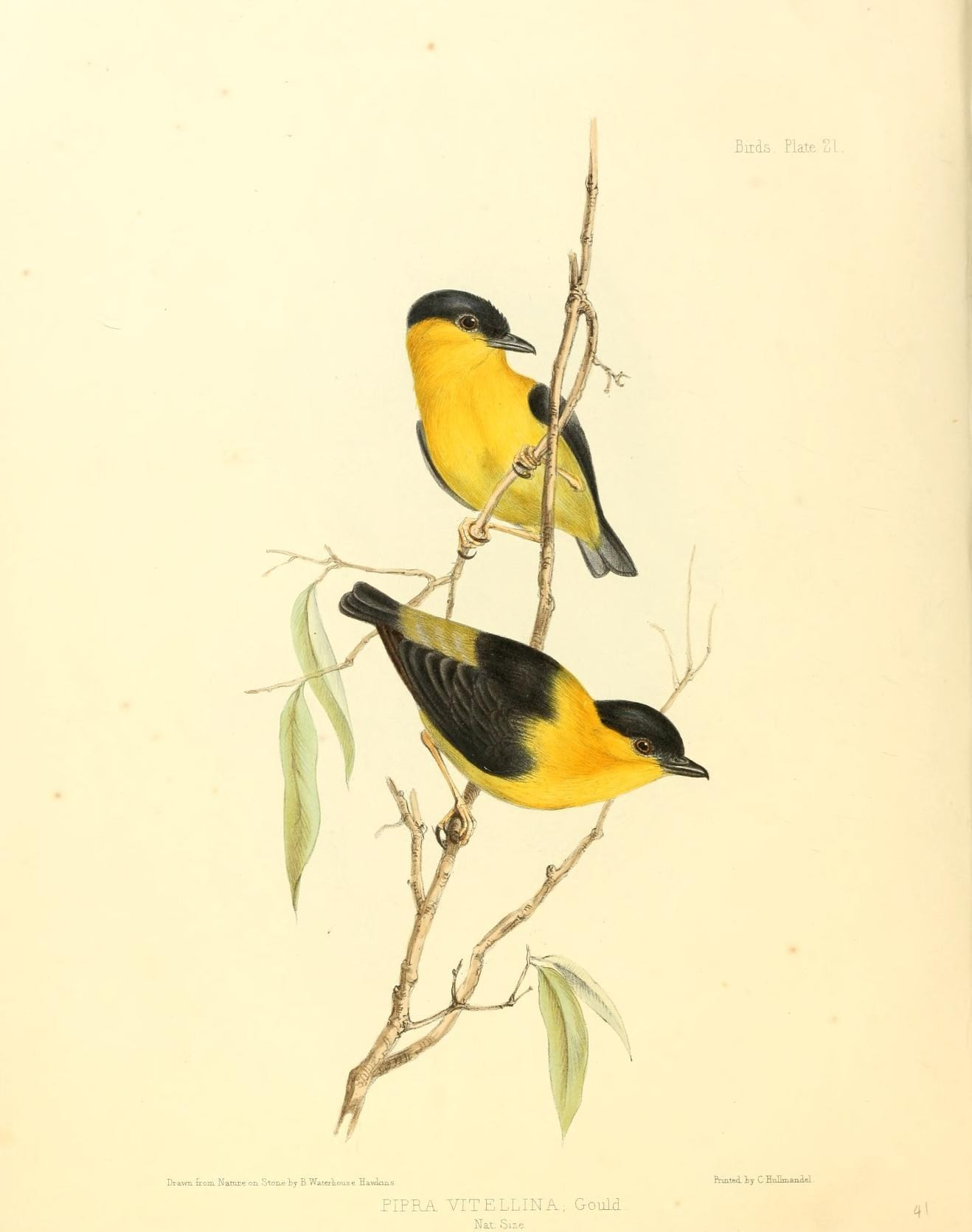
Ilustrace dvou samců z roku 1844

Živí se převážně ovocem, které sbírá po posedu na strom nebo přímo za letu. Pipulky lze častěji vidět než slyšet díky hlasitým mechanickým zvukům, které vydávají. Hlasový projev je poměrně jednoduchý, převažuje standardní čípo, kterým se ozývají samci při snaze nalákat samice na své lekoviště, nebo různé krátké zvuky typu čír. Let je přímý s velmi rychlý třepotáním křídel.

### Rozmnožování
Prodloužená doba zahnízdění trvá od ledna do května, typicky začíná na počátku období sucha. Rozmnožuje se lekem, tedy více samců soupeří o samice na tradičních vyhrazených místech, kterým se říká lekoviště. Samec pipulky zlatokrké předvádí jeden z nejakrobatičtějších zásnubních tanců v celé živočišné říši. Každý ze samců si nejdříve vyhradí v lese malý plácek o průměru kolem 1 metru s několika mladými stromky. Jednotlivá lekoviště jsou od sebe vzdálena jen 2 až 25 metrů. Lesní podlážku očistí od listí a klacíků, čímž připraví své lekoviště pro své akrobatické rituály. K nalákání samic samec začne hbitě přeskavovat mezi kmeny mladých stromků, načež udělá salto s dopadem na zem, a poté opět skočí na kmen stromku, a závěrečným akrobatickým kouskem vyzve samici ke kopulaci. Jednotlivé přeskoky jsou přitom extrémně krátké, některé figury trvají jen 50 milisekund; rychlost přitom ovlivňuje kopulační úspěšnost samce. Podle jedné ze studií namlouvacího chování pipulky zlatokrké samice dala přednost samci, který figuru zvládl za 50 milisekund oproti samci, kterému to trvalo 80 milisekund.
Akrobatické tance samec doprovází čechráním žlutého peří a hlavně výrazným mechanickým zvukem připomínající zvuk kulometu, který samec vytváří pomocí pleskání křídel za zády. Toto pleskání je přitom tak rychlé, že jej lze okem člověka jen těžko postřehnout. Zvuk lze slyšet na poměrně velkou vzdálenost, což pomáhá samcům v nalákání samic z větších dálek. Tlukot srdce samců při těchto tancích dosahuje až 1300 úderů za vteřinu, což je jeden z nejrychlejších tepů z ptačí i savčí říše. I když je namlouvací rituál pro samce energeticky vysoce náročný, samec je v průměru předvádí pouze kolem 5 minut denně, takže tyto rituály představují pouze kolem 1,2 % z jejich celkového denního energetického výdeje.
Po spáření se partneři rozdělují a samec se vůbec nepodílí na žádných dalších rodičovských nebo partnerských aktivitách. Samice klade většinou 2 vejce do šálkovitého hnízda umístěného v nižších podrostech. Samice inkubuje kolem 18 dní, ptáčata vylétávají z hnízda po 13 dnech. Může se dožít 14 let.

## Ohrožení
Mezinárodní svaz ochrany přírody hodnotí druh jako málo dotčený. I když je populace patrně na ústupu, areál druhu je značně rozsáhlý.